# Pieve Santo Stefano
Pieve Santo Stefano település Olaszországban, Toszkána régióban, Arezzo megyében. Lakosainak száma 2965 fő (2023. január 1.). Pieve Santo Stefano Badia Tedalda, Caprese Michelangelo, Sansepolcro, Chiusi della Verna, Anghiari és Verghereto községekkel határos.

## Népesség
A település lakossága az elmúlt években az alábbi módon változott:
| Lakosok száma | 3156 | 3117 | 2965 |
|               | 2017 | 2018 | 2023 |